# Rostratulidae
Rostratulidae é uma família de aves pertencente à ordem Charadriiformes. Possuem pernas curtas e bicos longos. A fêmea possui características mais marcantes que as dos macho. O grupo possui duas espécies de dois géneros diferentes. Ambas vivem em pântanos e se alimentam de anelídeos e outros invertebrados. Na taxonomia de Sibley-Ahlquist, a família é considerada ciconiforme.
Suas espécies são:
- Narceja-pintada-grande, Rostratula benghalensis: África, Índia e sudeste asiático
- Narceja-pintada-australiana, Rostratula australis: espécie endémica da Austrália
- Narceja-de-bico-torto, Rostratula semicollaris: América do Sul